# Alwina Gossauerová
Alwina Gossauerová (nepřechýleně Alwina Gossauer; 1. ledna 1841, Rapperswil – 1. ledna 1926, tamtéž) byla švýcarská fotografka a podnikatelka. Narodila se a vyrostla v Rapperswilu, v dospělosti se do Rapperswilu opět vrátila a stala se jednou z prvních profesionálních fotografek ve Švýcarsku.

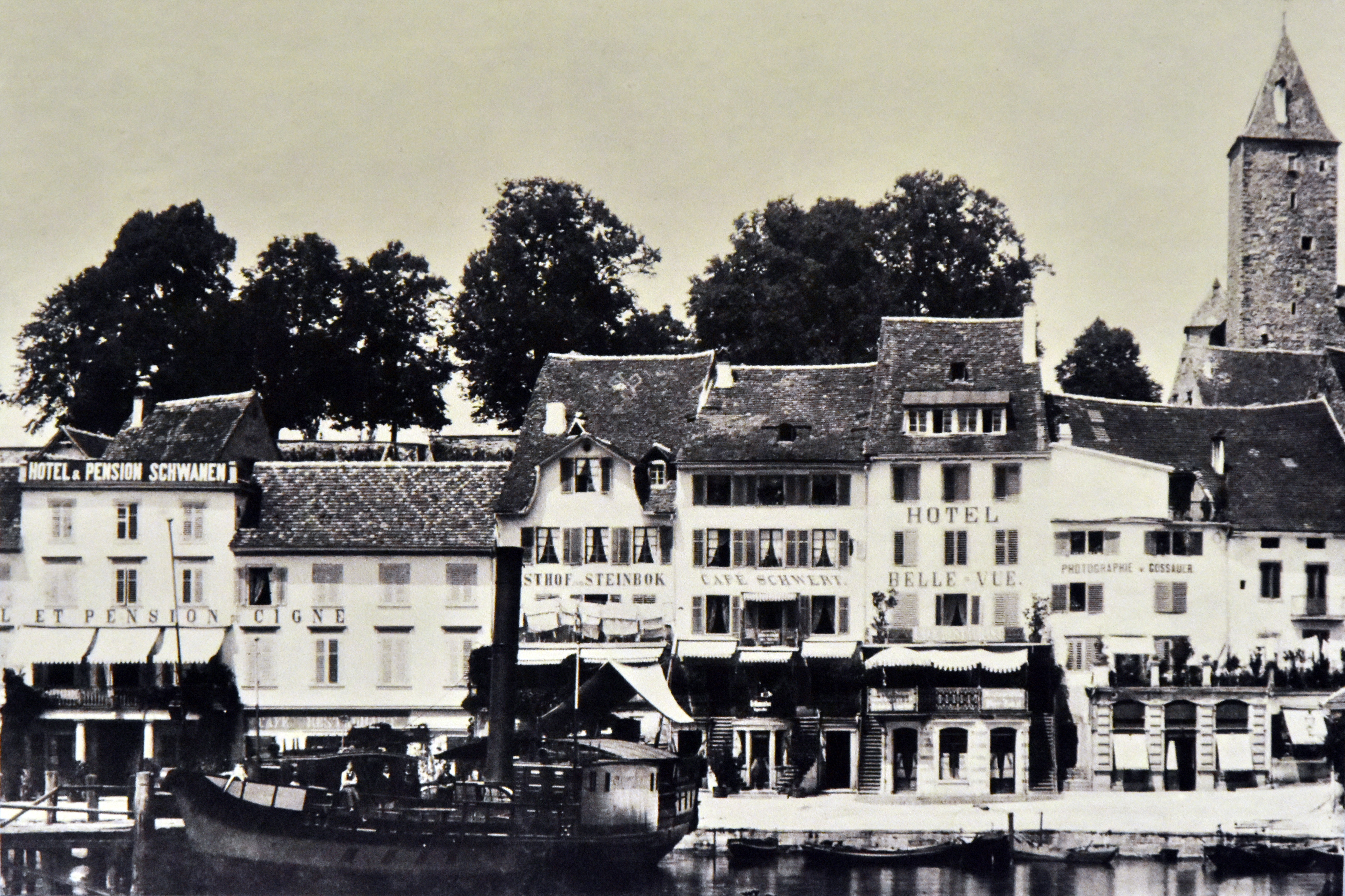
Autorčin první vlastní fotografický ateliér „Photographie A. Gossauer“, který vyfotografovala kolem roku 1880. Fotografie ukazuje současné Seequai v Rapperswilu, kde se v té době nacházela brána Zürichsee-Schifffahrtsgesellschaft (ZSG), kopec Lindenhof a v pozadí věž Gügeli na zámku Rapperswil

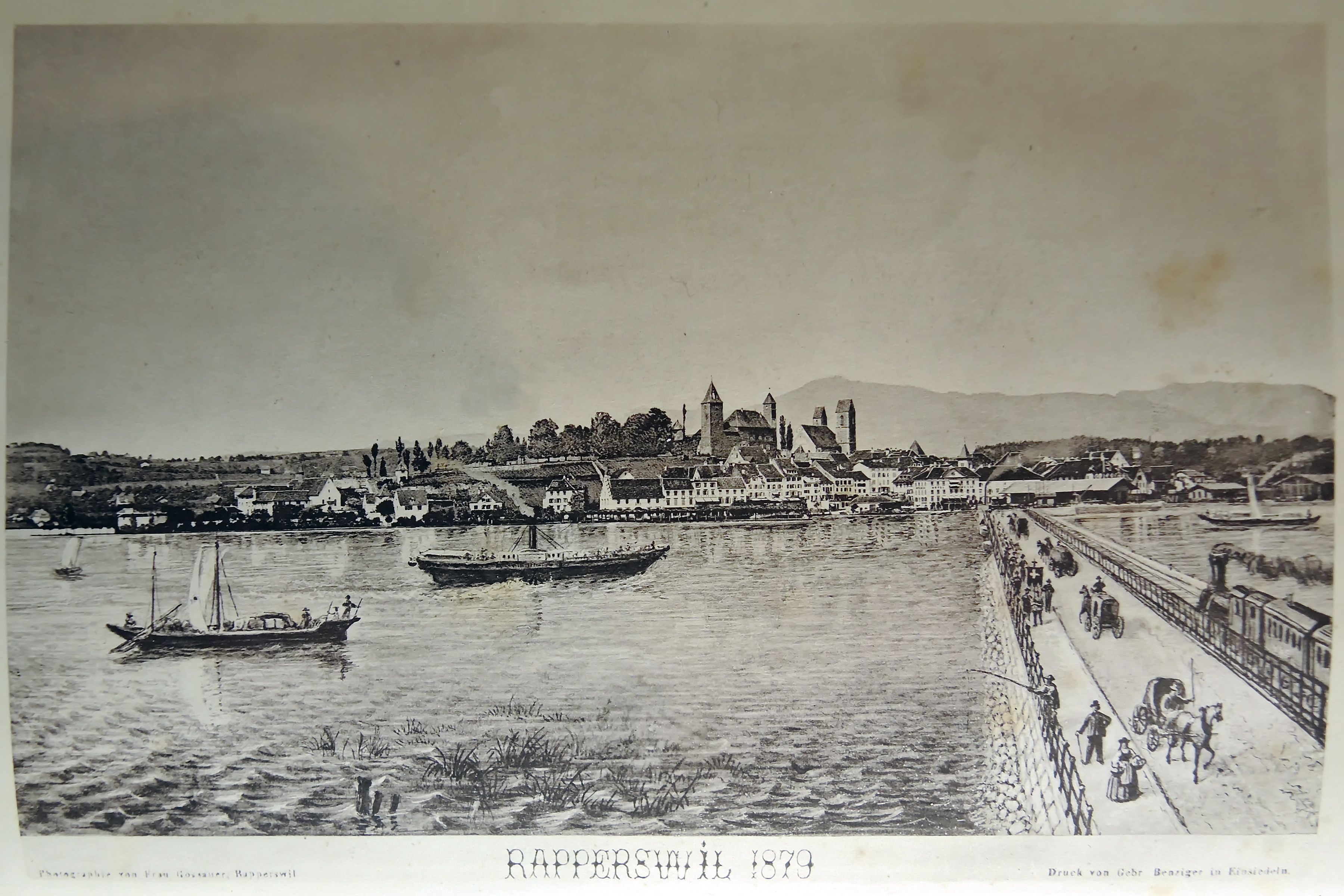
Fotografie z roku 1878 zobrazující železniční hráz Seedamm, panoramatický výhled na Rapperswil a horu Bachtel. Retušovaná fotografie byla zveřejněna u příležitosti slavnostního otevření železniční hráze Seedamm.

## Raný život a manželství
Alwina Gossauerová se narodila v Rapperswilu, kde její rodiče podnikali a kde strávila dětství. V 18 letech se Gossauerová vdala s Johannem Köllou, který pracoval jako sedlář. Žili v Curychu a v roce 1864 se její manžel naučil fotografovat. Na půdě svého domu v Napfgasse u Neumarktu v Curychu založili jeden z prvních fotografických ateliérů v Curychu. Ve stejném roce byl Kölla odsouzen k měsíčnímu vězení za to, že fotografoval nahé dámy. Krátce poté se rodina přestěhovala do Rapperswilu, kde Kölla koupil hostinec na železniční stanici Rapperswil a znovu si založil studio. Alwina se naučila fotografovat prací v ateliéru a začala fotografovat v roce 1865. V roce 1868 se Kölla dopustil trestného činu výroby padělaných bankovek a byl odsouzen k osmnácti měsícům vězení a 10 letům vyhoštění z kantonu St. Gallen. Před bankrotem svého manžela Alwina zachránila část domácích potřeb a cenné fotografické vybavení.

## Fotografka a podnikatelka

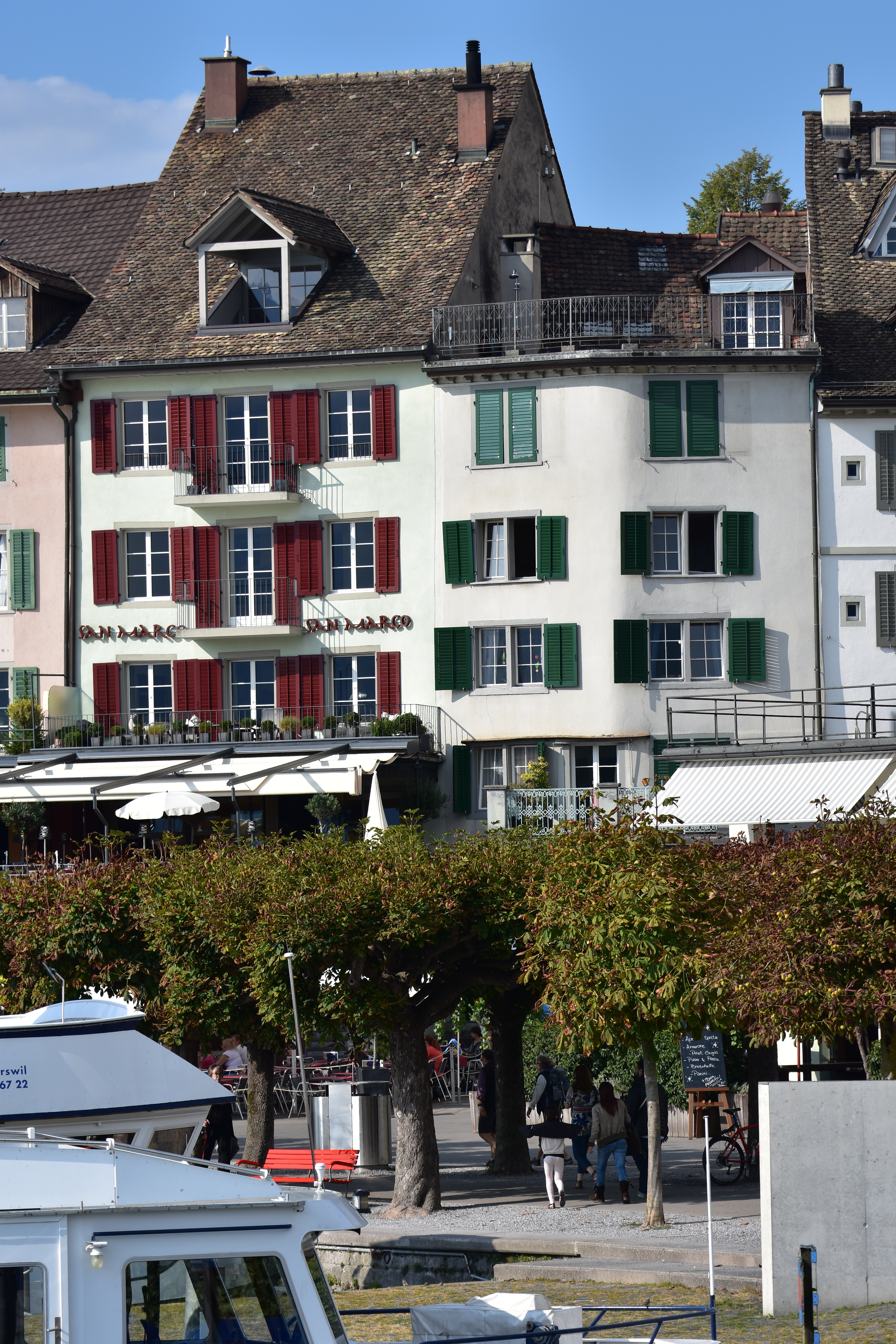
Dům Kunstgüetli v Rapperswilu, září 2015

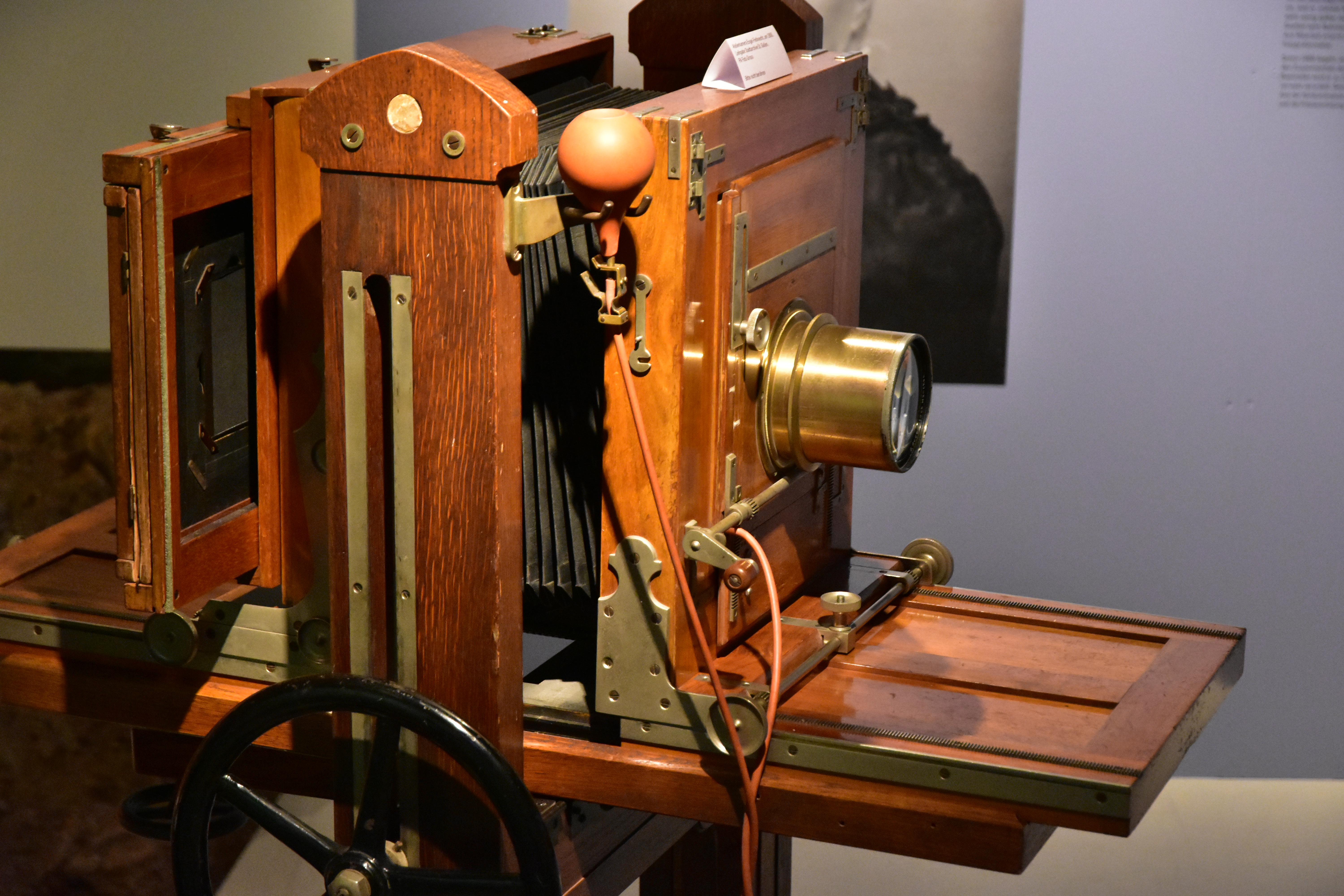
Skládací fotoaparát typu Engel-Feitknecht, jaký používala Gossauerová kolem roku 1890

Pod jménem Alwina Kölla-Gossauerová zveřejnila v červnu 1868 novinový inzerát, který oznamoval pokračování společného podnikání. Pronajala si dům Kunstgüetli na Seequai, u mola současného Zürichsee-Schifffahrtsgesellschaft (ZSG), pravděpodobně proto, aby těžila z rostoucího cestovního ruchu. Zde si zřídila fotografický ateliér „Photographie A. Gossauer“, užívající své svobodné jméno. Rodina bydlela v prvním patře a v přízemí se obsluhovali zákazníci. Od této chvíle Alwina úspěšně vedla obchod jako fotografka a podnikatelka na volné noze, zpočátku pod jménem svého manžela Kölla, později pod svým svobodným jménem Gossauerová. Jejím polem působnosti byla klasická portrétní fotografie, krajinářská fotografie a zakázková tvorba pro knihy, noviny a časopisy.
Po odpykání trestu odnětí svobody se její manžel znovu pokusil pracovat jako fotograf, na druhé straně Seedammu u Curyšského jezera založil ateliér na břehu jezera Richterswil v kantonu Curych, aby splnil podmínku desetileté deportace z kantonu St. Gallen. Manželka mu půjčila fotografické vybavení a také kvůli místnímu odloučení se jejich vztah rapidně zhoršil. V roce 1871 Alwina Gossauerová požádala o rozvod proti vůli svého manžela; soud rozhodl v její prospěch. Jejich pět dětí – ve věku od jednoho do jedenácti let – bylo připsáno jí a Alwina se vrátila ke svému dívčímu jménu Gossauerová a přidala, jak bylo zvykem, slova rozvedená Kölla. Kölla neplatil alimenty, svůj ateliér v Richterswilu a fotografickou techniku zapůjčenou od manželky prodal a Alwina bývalého manžela u civilních soudů marně žalovala. Mezitím se Kölla stal nedostupným, jak je uvedeno v soudních záznamech, a nakonec se kolem roku 1868 odstěhoval do Ameriky.

## 1870-1926
V 70. letech 19. století byl rozvod finančně náročný a Gossauerová ztratila nezávislost: jak bylo v té době zvykem, byl jí přidělen zákonný zástupce a každá smlouva musela být potvrzena opatrovníkem. Nicméně ve výročních zprávách správce zmiňoval i obchodní prozíravost Gossauerové, její dychtivost, schopnost vydělat peníze a najít si vlastní živobytí, aniž by musela pobírat nějakou finanční pomoc. Na přelomu století Gossauerová používala pro reportáže a krajinářskou fotografii skládací fotoaparát typu Engel-Feitknecht. Konstruktérem fotoaparátu vyrobeného ve Švýcarsku byl Alfred Engel Feitknecht; mezi lety 1878 a 1894 bylo vyrobeno asi 6000 fotoaparátů.
V roce 1892 se Gossauerové díky úspěšné práci fotografky a podnikatelky podařilo splnit dlouho milované přání: na ulici Obere Bahnhofstrasse koupila pozemek a postavila třípatrovou obchodní a obytnou budovu. V nejvyšším patře zřídila moderní fotografický ateliér s prosklenou střechou a velký nápis s velkými písmeny nesl název jejího podniku: „Photographie A. Gossauer“.

## Smrt a následky
Jean Kölla, její syn, se vyučil matčině fotografickému řemeslu, stejně jako její dcera Alwina (1862–1946), která zůstala neprovdána, vedla obchod pod jménem své matky až do 20. let 20. století. Její syn Albert se fotografem nevyučil, ale později spolupracoval se svým bratrem Jeanem. Nejmladší dcera Caroline se provdala za fotografa Karla Staldera; v roce 1920 vedli až do 40. let 20. století podnik její matky v Rapperswilu pod jménem K. Stalder-Kölla.
V roce 1926 u jejího hrobu pastor řekl: "Alwina Gossauerová byla bojovnice".

## Výstavy
- 2015 Stadtmuseum Rapperswil-Jona: Der Zeit voraus – Drei Frauen auf eigenen Wegen: Marianne Ehrmann-Brentano Schriftstellerin und Journalistin (1755–1795); Alwina Gossauer Fotografin und Geschäftsfrau (1841–1926); Martha Burkhardt Globetrotterin und Malerin (1874–1956).[10][11][12]